# Hispellinus
Hispellinus is een geslacht van kevers uit de familie bladkevers (Chrysomelidae).
De wetenschappelijke naam van het geslacht werd in 1897 gepubliceerd door Julius Weise.

## Soorten
- Hispellinus albertisii (Gestro, 1897)
- Hispellinus australica (Motschulsky, 1861)
- Hispellinus callicanthus (Gressitt, 1939)
- Hispellinus coarctatus (Chapuis, 1877)
- Hispellinus congoanus (Uhmann, 1936)
- Hispellinus csikii (Gestro, 1907)
- Hispellinus fimbriatus (Chapuis, 1877)
- Hispellinus formosanus (Uhmann, 1927)
- Hispellinus germari (Chapuis, 1877)
- Hispellinus minor (Maulik, 1919)
- Hispellinus moerens (Baly, 1874)
- Hispellinus multispinosus (Germar, 1848)
- Hispellinus perotetii (Motschulsky, 1861)
- Hispellinus promontorii (Péringuey, 1898)
- Hispellinus sthulacundus (Maulik, 1915)
- Hispellinus tuberiger Uhmann, 1940